# Mihail Lucian Popescu
Mihail Lucian Popescu (* 11. November 1960; † 31. Januar 2021 in Bukarest) war ein rumänischer Eishockeyspieler.

## Biografie
Mihail Lucian Popescu spielte von 1976 bis 1991 ausschließlich für CSA Steaua Bukarest, mit denen er 13 Mal Rumänischer Meister wurde. Mit der Rumänischen Nationalmannschaft nahm er an vier Weltmeisterschaften (B-Weltmeisterschaft: 1979, 1981 und 1983; D-Weltmeisterschaft: 1989 und 1990) teil. Des Weiteren gehörte er zum rumänischen Aufgebot bei den Olympischen Winterspielen 1980 in Lake Placid sowie bei der Winter-Universiade 1983, wo das Team Bronze gewann.
Nach seiner Spielerkarriere trainierte er die Rumänische U18-Nationalmannschaft.